# Ralph Firman

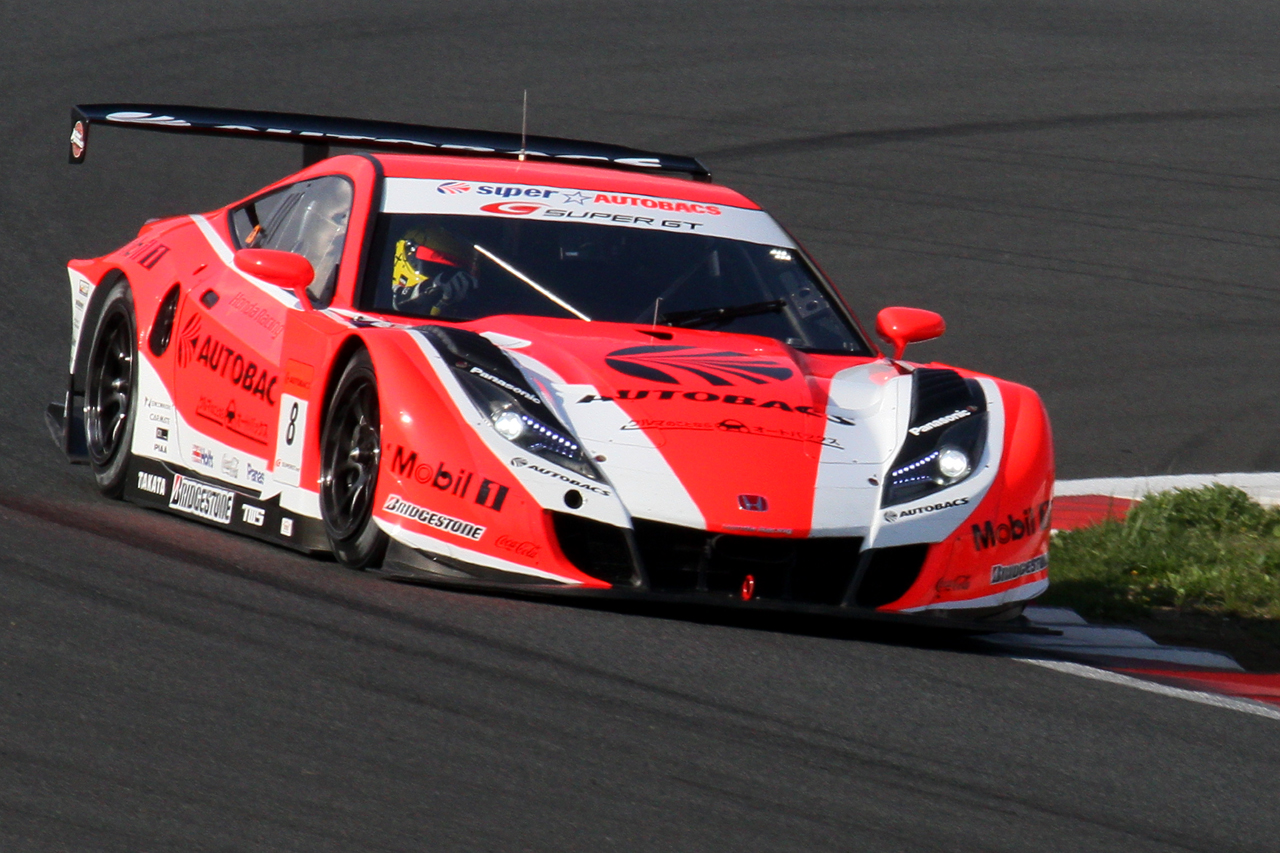
Firman compitiendo en Super GT en 2010.

Ralph David Firman Jr. (Norwich, Inglaterra, Reino Unido, 20 de mayo de 1975) es un expiloto de automovilismo irlandés. Fue campeón de Fórmula Nippon en 2002 y de Super GT en 2007, y compitió en Fórmula 1 en 2003.

## Carrera deportiva

### Inicios y Fórmula 1
Firman fue campeón de la Fórmula Vauxhall Junior 1993, cuarto en la Fórmula Vauxhall Lotus 1994, subcampeón de la Fórmula 3 Británica 1995 y campeón en 1996. A su vez, ganó el Gran Premio de Macao de Fórmula 3 de 1996.
Entre 1997 y 2002, Firman compitió profesionalmente en Japón. En la Fórmula Nippon resultó campeón en 2002 y cuarto en 1999 y 2001, con un total de siete victorias y 17 podios.
En paralelo, disputó el Campeonato Japonés de Gran Turismos con cuatro marcas distintas. En 1997 pilotó un Porsche 911 de la clase GT500, logrando un séptimo puesto como mejor resultado. En 1999 corrió en la clase GT300 con un Mitsubishi FTO, logrando dos podios. En 2000 retornó a la clase GT500, para pilotar un Toyota Supra del equipo SARD junto a Masahiko Kageyama, logrando un segundo puesto en Fuji. De vuelta en 2002, corrió con un Honda NSX de Nakajima junto a Tsugio Matsuda. Obtuvo tres victorias en ocho carreras, y obtuvo el subcampeonato de pilotos.
Luego de sus éxitos en 2002, Firman saltó a la Fórmula 1 para la temporada 2003, al conseguir butaca en la escudería Jordan como compañero de Giancarlo Fisichella. Obtuvo un único punto al llegar octavo en el Gran Premio de España. No disputó la temporada completa, ya que fue sustituido en dos carreras por el húngaro Zsolt Baumgartner, a causa de un fuerte accidente en el transcurso de los entrenamientos libres del Gran Premio de Hungría. El piloto quedó en el puesto 19 en el Campeonato de Pilotos.

### Tras la Fórmula 1
Luego, Firman representó a Irlanda en la mayoría de las fechas de la temporada 2005-06 de A1 Grand Prix. Allí obtuvo un tercer puesto y diez resultados puntuables en 16 carreras.
También en 2005, el piloto volvió a Japón para disputar el renombrado Super GT. Al volante de un Honda NSX de Aguri, obtuvo una victoria y un segundo puesto junto a Daisuke Ito, por lo que resultó subcampeón de pilotos. En 2006 consiguió una victoria y un tercer puesto. Continuando junto a Ito, el irlandés logró tres triunfos y un segundo puesto en las nueve carreras de 2007, por lo que se coronó campeón.
Su compañero de butaca en Aguri pasó a ser Takuya Izawa para la temporada 2008 del Super GT; obtuvo tres podios pero ninguna victoria. En 2009 acumuló dos victorias y tres segundos puestos junto al japonés, de modo que fue subcampeón de pilotos.
Aguri adoptó el nuevo Honda HSV-010 GT en 2010. Junto a Yuji Ide, el irlandés ganó una carrera pero puntuó en solamente tres. Luego de un año sin competir, retornó al equipo Aguri en 2012, tras lo cual puntuó en tres carreras junto a Takashi Kobayashi. En 2013 logró su duodécima y última victoria en el certamen, acompañado en este caso de Kosuke Matsuura. Se retiró del automovilismo profesional al finalizar la temporada.

## Vida personal
Firman estudió en la Escuela Gresham entre 1988 y 1993. Es hijo de Ralph Firman Sr., cofundador del fabricante de coches de carreras Van Diemen.

## Resultados

### Fórmula 1
(Clave) (negrita indica pole position) (cursiva indica vuelta rápida)

| Año     | Escudería   | 1       | 2      | 3       | 4       | 5     | 6      | 7      | 8       | 9      | 10     | 11     | 12      | 13     | 14  | 15      | 16     | Pos. | Puntos |
| ------- | ----------- | ------- | ------ | ------- | ------- | ----- | ------ | ------ | ------- | ------ | ------ | ------ | ------- | ------ | --- | ------- | ------ | ---- | ------ |
| 2003    | Jordan Ford | AUS Ret | MYS 10 | BRA Ret | SMR Ret | ESP 8 | AUT 11 | MON 12 | CAN Ret | EUR 11 | FRA 15 | GBR 13 | GER Ret | HUN WD | ITA | USA Ret | JPN 14 | 19.º | 1      |
| Fuente: |             |         |        |         |         |       |        |        |         |        |        |        |         |        |     |         |        |      |        |